# Guido (kardynał S. Balbina)
Guido (zm. 7 stycznia 1120) – włoski kardynał i benedyktyn.

## Biografia
Był mnichem benedyktyńskim w klasztorze S. Savino w Piacenzy. W 1116 (najprawdopodobniej 23 września) papież Paschalis II kreował go kardynałem prezbiterem S. Balbinae. Uczestniczył w elekcjach papieskich w 1118 i w 1119. Towarzyszył papieżowi Gelazjuszowi II na wygnaniu we Francji.
Nie należy mylić go z innym kardynałem S. Balbina o imieniu Guido, który otrzymał tę godność od antypapieża Klemensa III i występuje w jego dokumentach w latach 1098–1099.